# (1422) Strömgrenia
(1422) Strömgrenia ist ein Asteroid des Hauptgürtels, der am 23. August 1936 vom deutschen Astronomen Karl Wilhelm Reinmuth in Heidelberg entdeckt wurde.
Der Asteroid ist nach dem schwedischstämmigen dänischen Astronomen Svante Elis Strömgren benannt.